# 国際記念物遺跡会議
国際記念物遺跡会議（こくさいきねんぶついせきかいぎ、International Council on Monuments and Sites、略称 ICOMOS、イコモス）は、世界の歴史的な記念物（あるいは歴史的建造物）、文化遺産および遺跡の保存に関わる専門家の国際的な非政府組織であり、ユネスコのヴェネツィア憲章に基づき設置された記念物および遺跡の保護に関するユネスコの諮問機関である。
1965年設立。『記念物および遺跡の保存修復憲章』（通称：ヴェネツィア憲章、1964年）によって設立され、現在107か国を超える国々に国内委員会がある。
専門的な対話フォーラムおよびコレクションの輸送、評価、また保存理念、保存技術、方針などに関する情報発信をすすめる。 ICOMOSは世界遺産条約に基づき世界遺産リストに収録される物件の指定を世界遺産委員会および国際連合教育科学文化機関（UNESCO、ユネスコ）に対し答申する。